# Svart tornbagge
Svart tornbagge (Mordella aculeata) är en skalbaggsart som beskrevs av Carl von Linné 1758. Svart tornbagge ingår i släktet Mordella, och familjen tornbaggar. Arten är reproducerande i Sverige.

## Bildgalleri

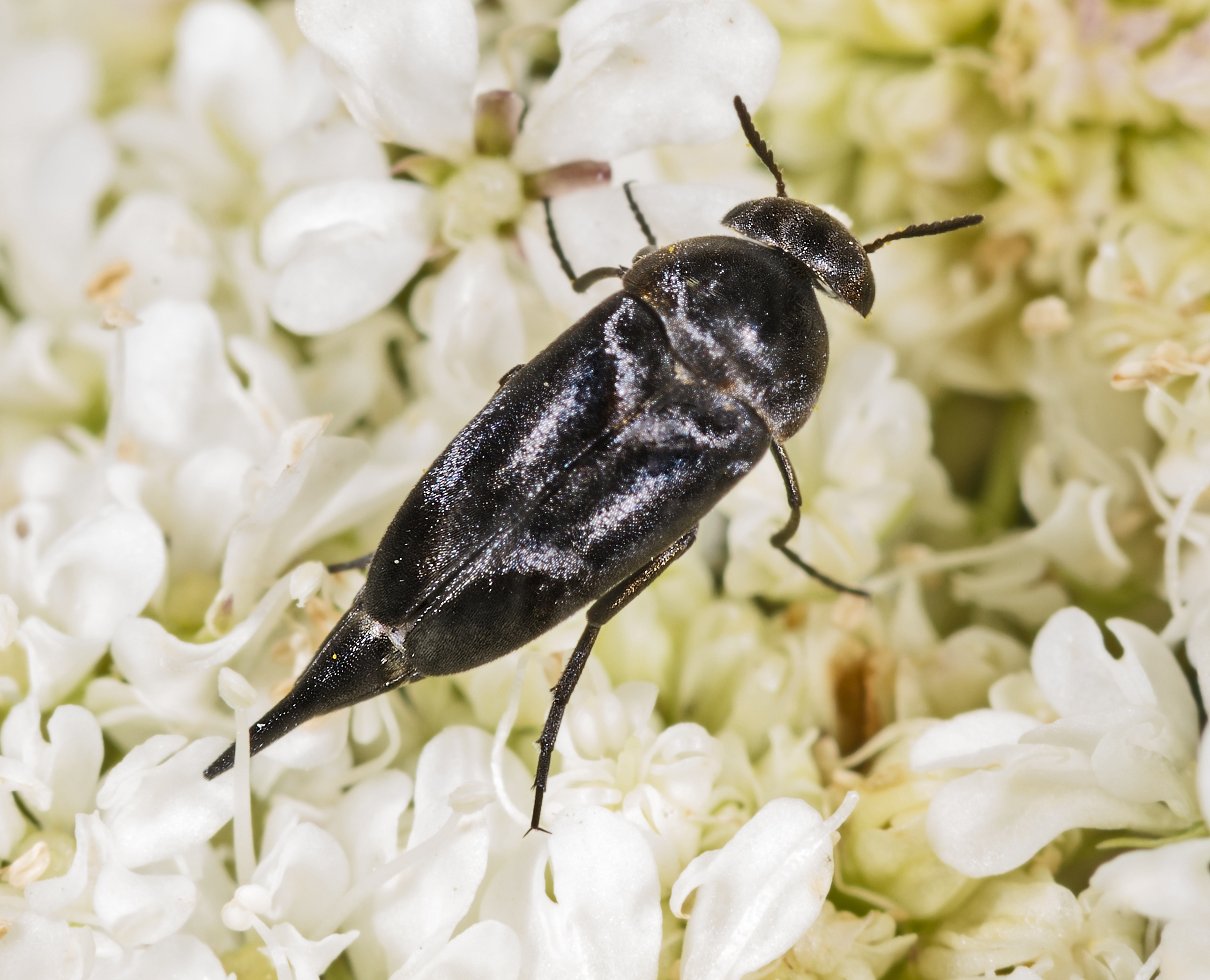
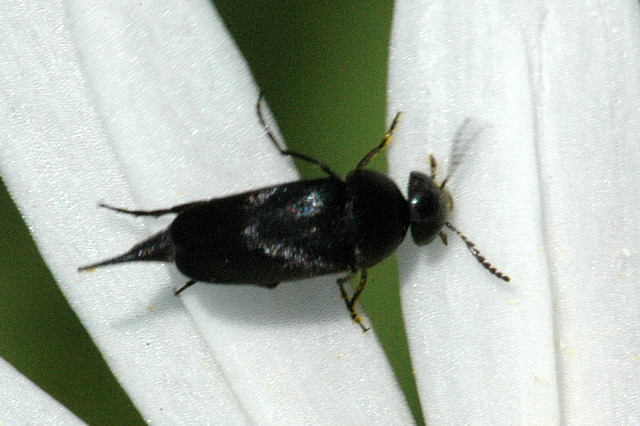
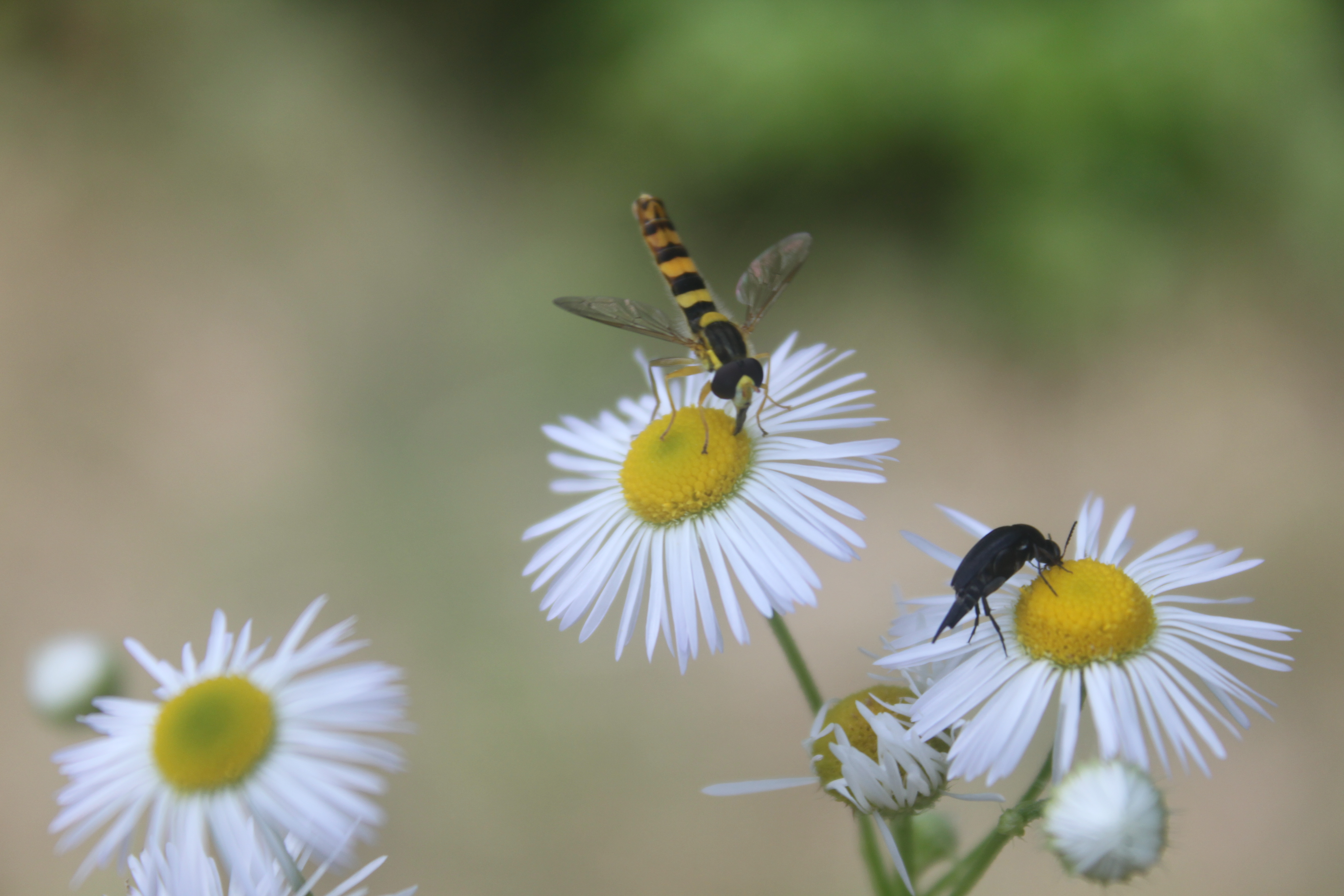
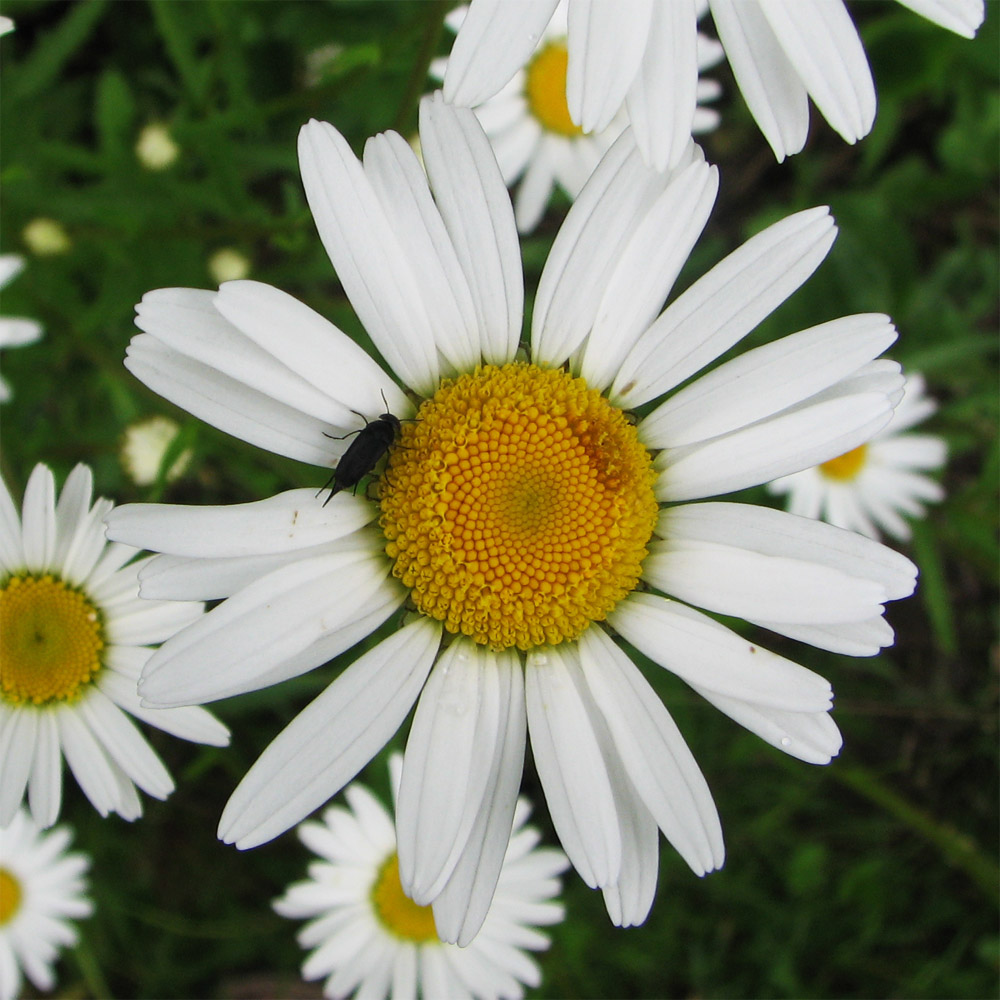